# واکس مو

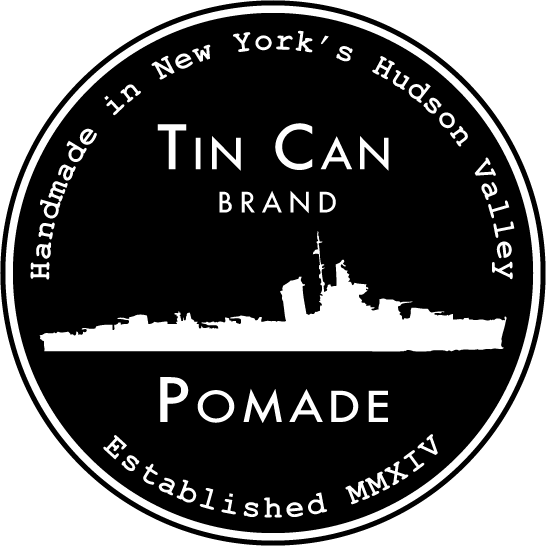
واکس مو

واکس مو (انگلیسی: Hair wax) یک محصول آرایش موی حاوی موم است که برای حفظ حالت مو بکار می‌رود.
در مقایسه با ژل مو، که اغلب حاوی الکل هستند، واکس مو دیر تر خشک و سفت می‌شود.